# Khirki-Moschee (Delhi)

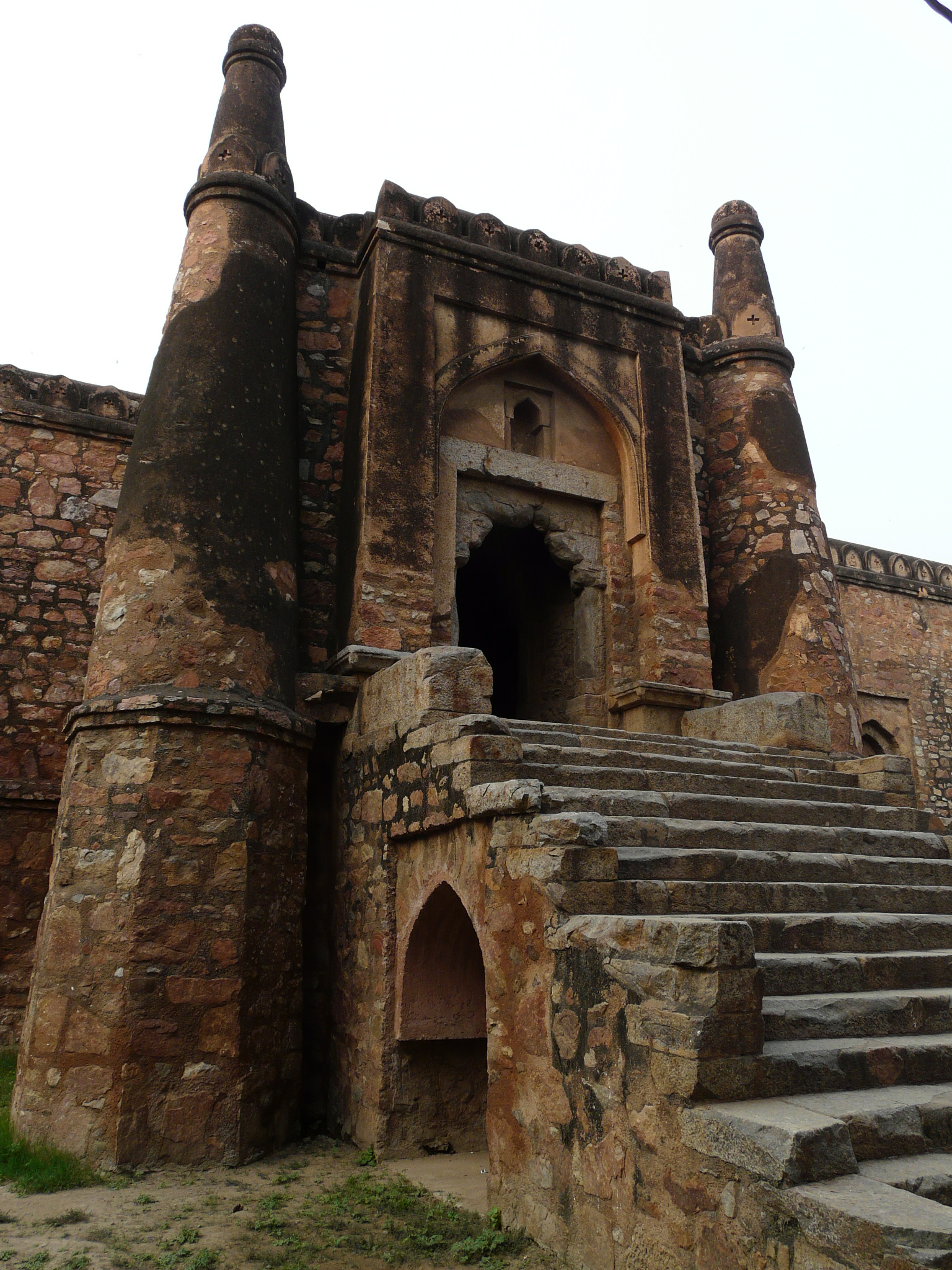
Khirki-Moschee, Südportal

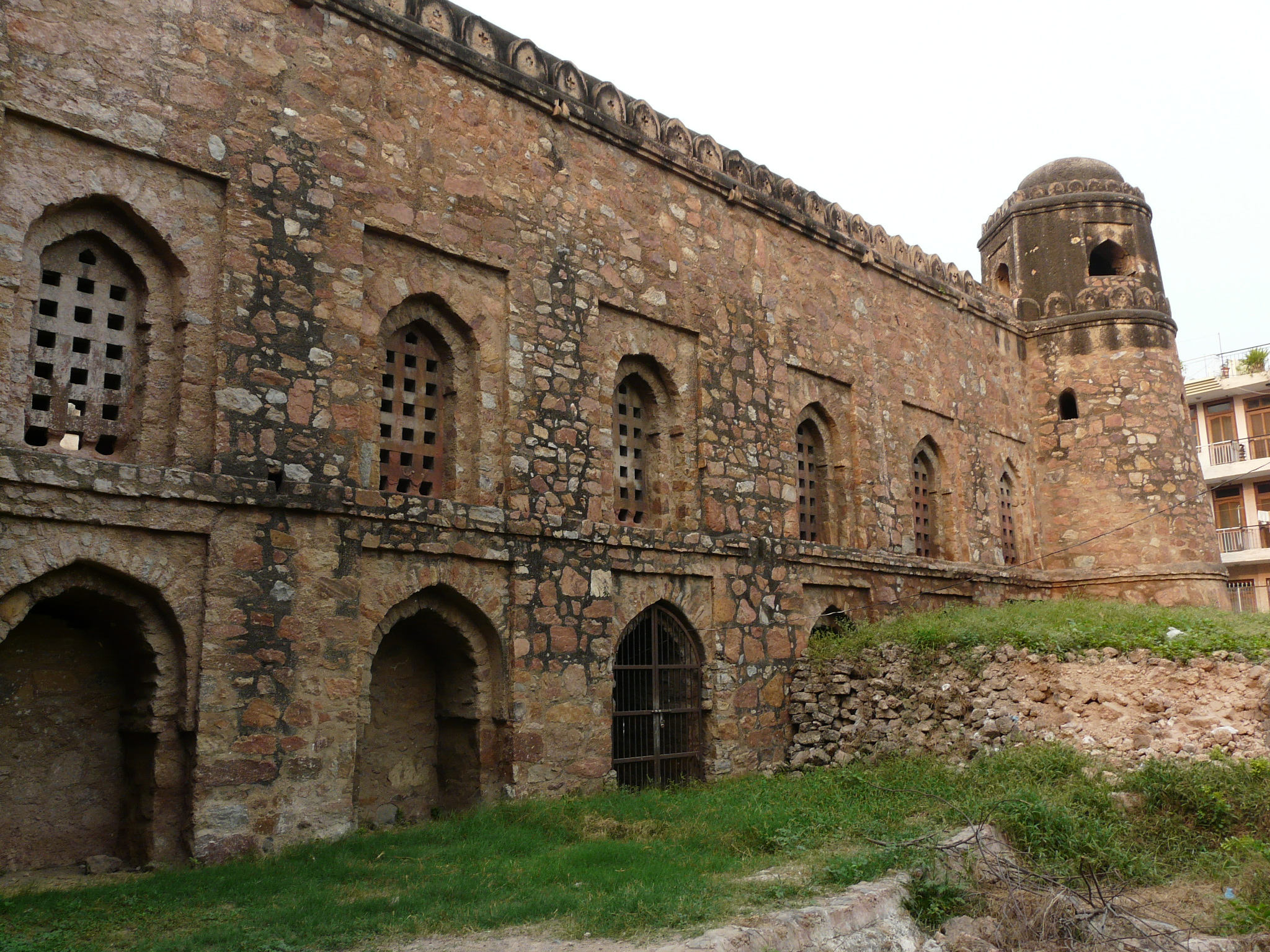
Außenansicht mit Jali-Fenstern

Die Khirki-Moschee (Urdu: Khirki Masjid) ist eine festungsähnliche Moschee im alten Stadtteil Jahanpanah im Süden der indischen Hauptstadt Delhi. Das Urdu-Wort khirki bedeutet „Fenster“ und so würde eine deutsche Übersetzung „Moschee der Fenster“ lauten.

## Lage
Die Moschee befindet sich innerhalb eines Wohngebietes etwa 13 km südlich von Neu-Delhi und ca. 3,5 km östlich des Qutb-Komplexes. Die Begumpur-Moschee, das Chor-Minar und der Lotustempel der Bahai liegen allesamt im Umkreis von ca. 5 km.

## Baugeschichte
Die Moschee wurde wahrscheinlich um das Jahr 1351 (nach anderen Datierungen um 1375/80) von Khan-i-Jahan Maqbul Tilangani, genannt Malik Maqbul, dem Wesir oder „Ersten Minister“ von Firuz Schah Tughluq (reg. 1351–1388), dem vierten Sultan der Tughluq-Dynastie, gestiftet. Sowohl der Sultan als auch sein – als Hindu geborener, jedoch zum islamischen Glauben bekehrter – Wesir taten sich als Bauherren mehrerer Moscheen und Grabmäler hervor. Die Moschee wurde um das Jahr 2010 vom Archaeological Survey of India gründlich restauriert – eingestürzte Gewölbeteile wurden erneuert und das Gewölbe erhielt einen Verputz aus 50 % Lehm und 50 % zerriebenen Ziegelsteinen.

## Architektur

### Außenbau
Die erhöht auf einem quadratischen Unterbau mit etwa 52 Metern Seitenlänge erbaute Khirki-Moschee unterscheidet sich von allen anderen Moscheen Indiens durch ihren nahezu festungsartigen Charakter und die – von vier Innenhöfen abgesehen – allseits geschlossene und überdachte Bauweise. Der Bau hat drei – über brückenartige Treppen erreichbare – Portale auf der Nord-, Ost- und Südseite; deshalb hat man vermutet, dass die Moschee ehemals von Wasser umspült war. Die Portale werden jeweils seitlich begleitet von Rundtürmchen auf einem oktogonalen Unterbau, die zwar minarettähnlichen Charakter haben, aber als solche wegen ihrer massiven Bauweise nicht nutzbar sind. In den Ecken des – oben mit einem Zinnenkranz abschließenden – Bauwerks erheben sich vier Treppentürme, die aufgrund ihrer nahezu geschlossenen Bauweise eher an Wach- oder Wehrtürme erinnern.

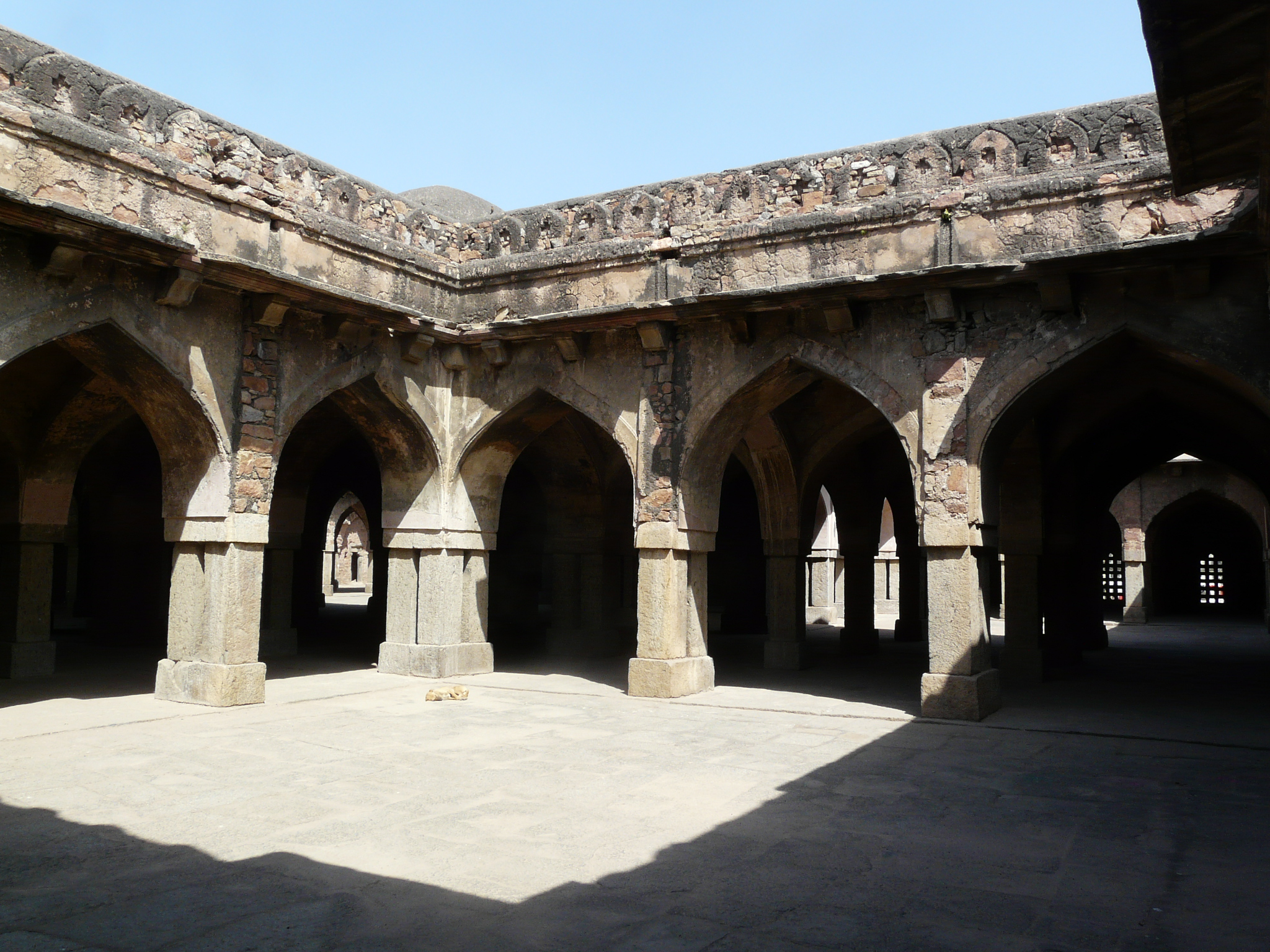
Innenhof

### Innenraum
Das Innere der Moschee ist trotz der vier offenen Innenhöfe, die für die Belichtung und Belüftung des Bauwerks sorgen, in ein zwielichtiges Dunkel getaucht. Die Fenster sind durch dicke Jalis geschlossen und spenden nur wenig Licht. An der Westseite der Moschee befindet sich die – leicht nach außen vorkragende – Mihrab-Nische. Teile der Moschee sind flachgedeckt; über den Jochen in der Mitte, den Ecken, vor dem Mihrab und über den Portalzonen finden sich insgesamt 81 kleine Kuppeln.
Wie viele andere Moscheen verfügt die Khirki-Masjid über keinerlei Dekor, welches die Gläubigen beim Gebet hätte ablenken können. Selbst die Pfeiler und Kapitelle wirken wenig elegant, sondern eher klobig.

## Bilder

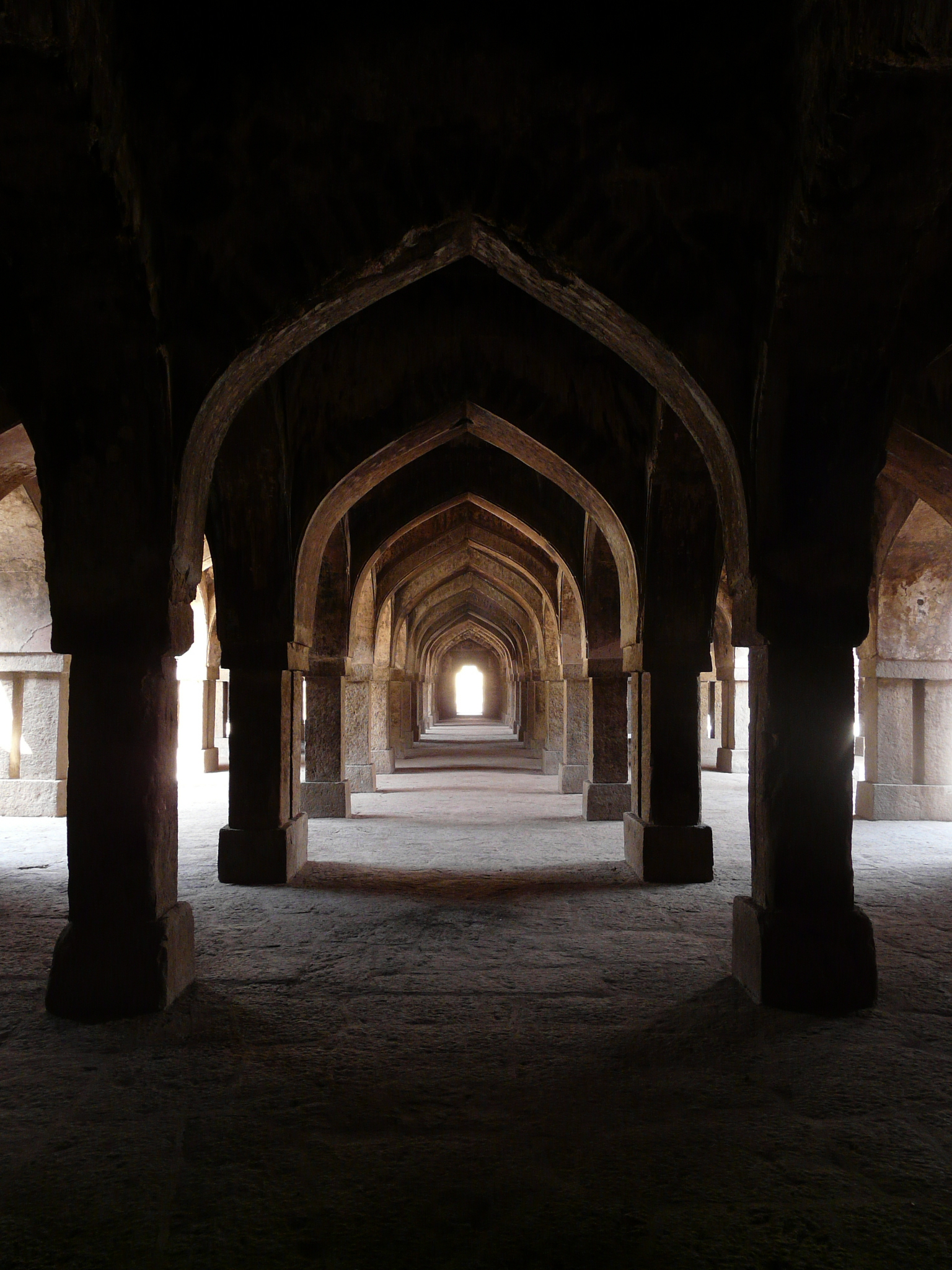
Zentraler Bogengang
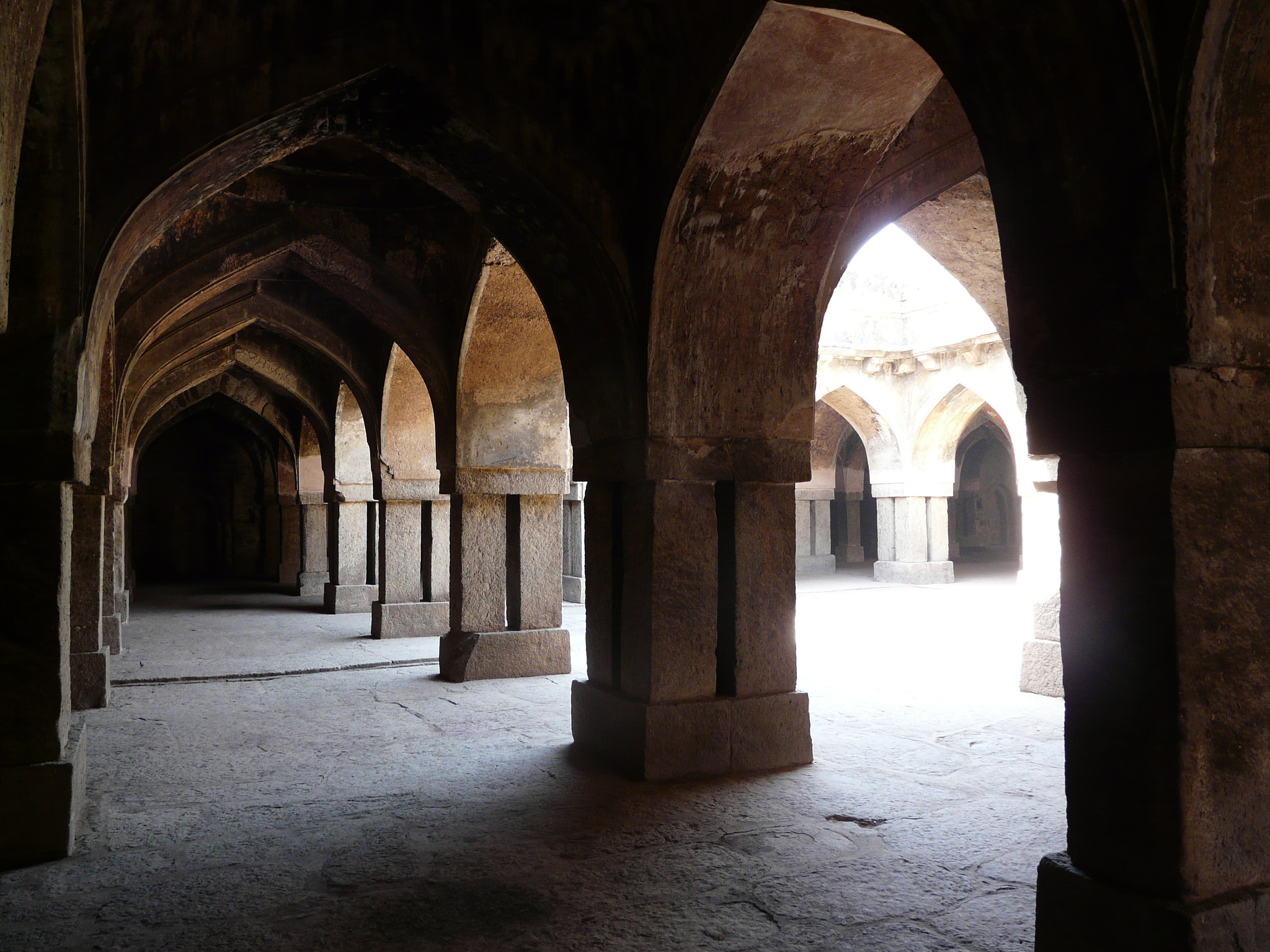
Arkaden und Innenhof
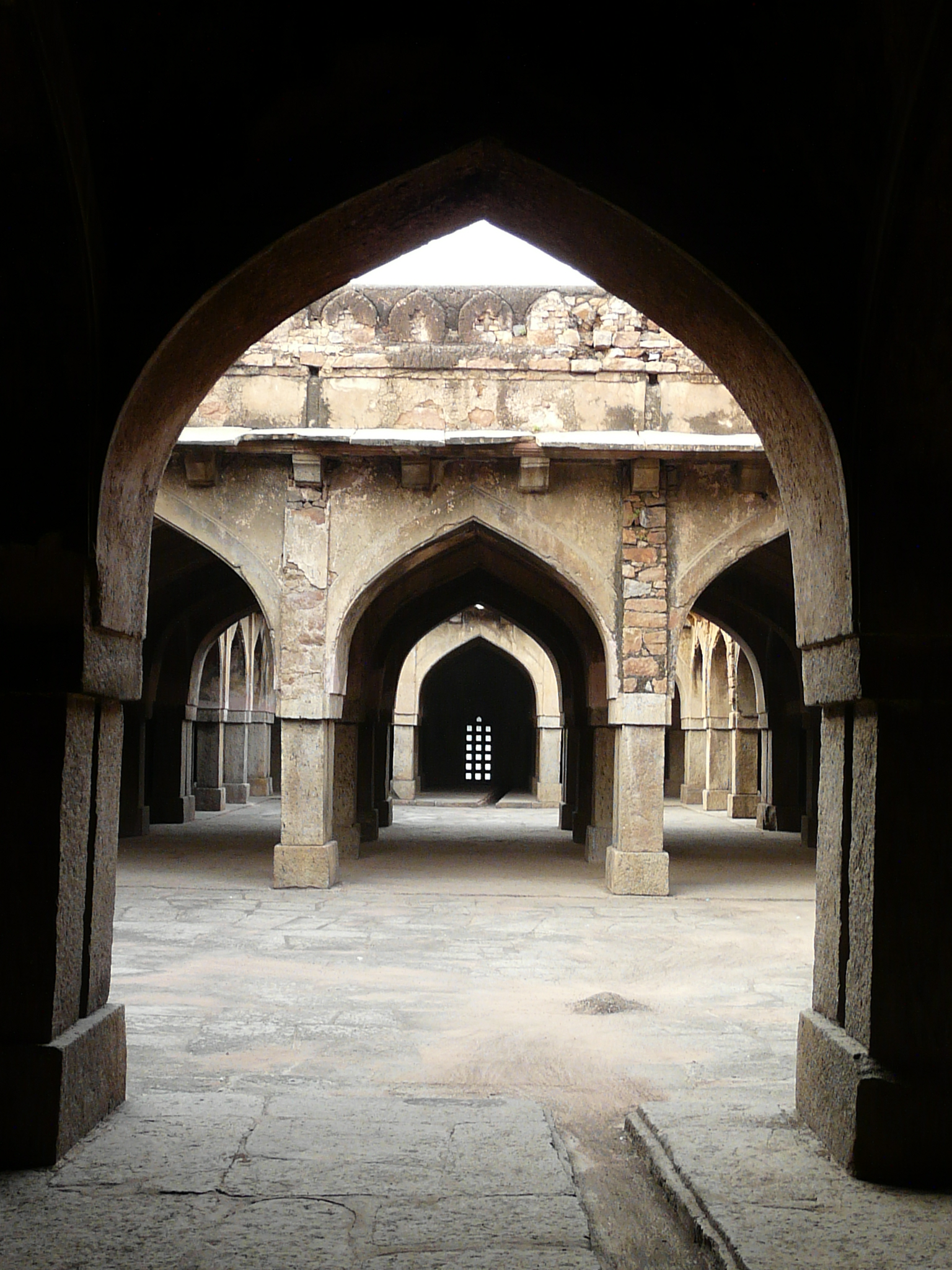
Innenhof
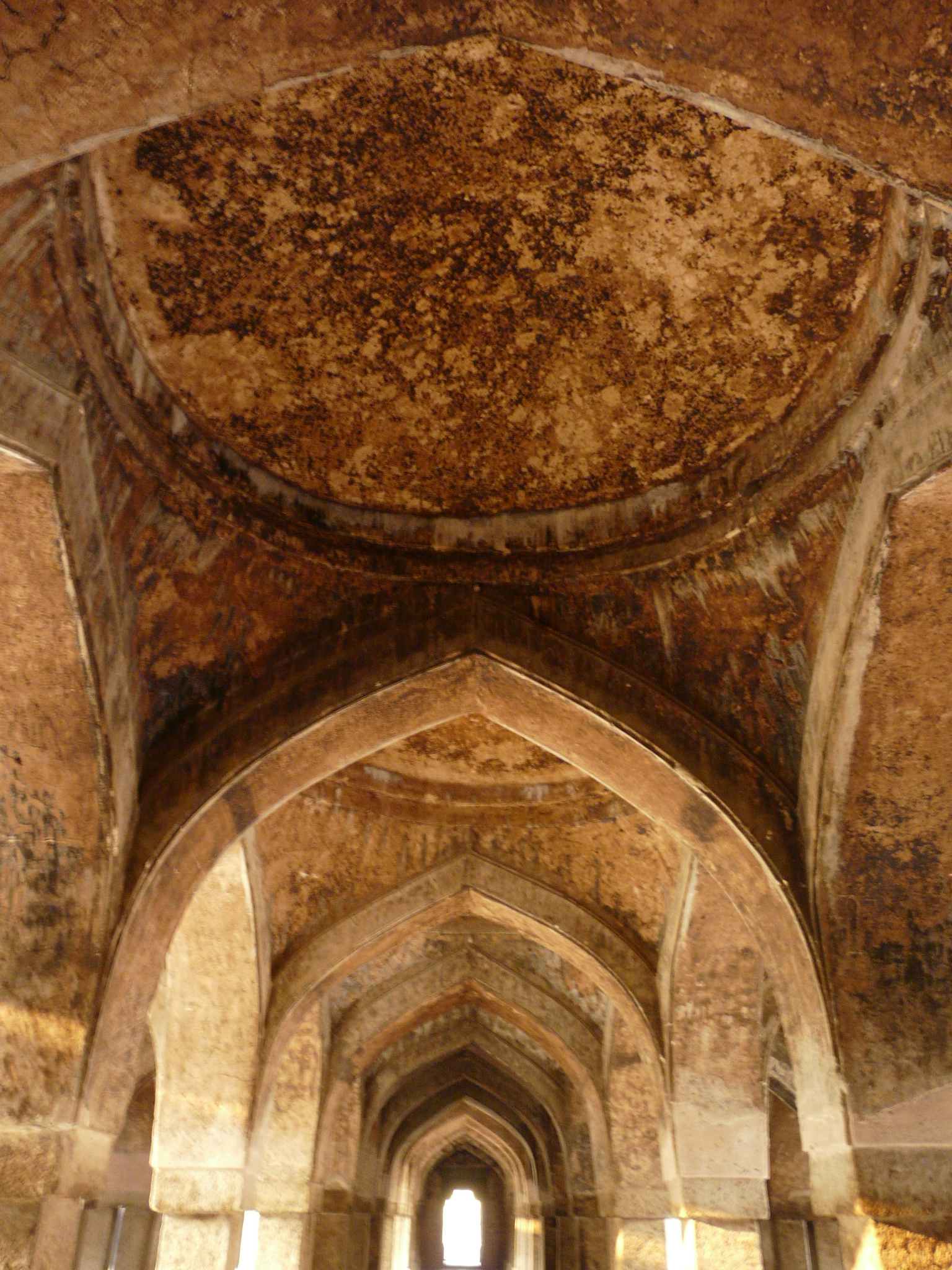
Überkuppeltes Joch